# Procesije kostiju Limousina
Procesije kostiju su vjerski popularni obredi u obliku procesija, duboko ukorijenjene u povijesti Limousina koje datiraju iz 10. stoljeća. Ove se velike procesije organiziraju svake sedme godine kako bi se iskazalo štovanje relikvija katoličkih svetaca koje se čuvaju u limousinskim crkvama. Posljednje, 71. procesije kostiju, održane su od 13. travnja do 4. listopada 2009. godine.
Proslavama prisustvuje veliki broj ljudi koji se skupljaju da vide relikvije dok prolaze kroz grad uz pratnju zastava, barjaka, ukrasa i kostimiranih povijesnih likova. One pripadaju svim stanovnicima Limousina, te se i nekršćani, poput kršćana, smatraju čuvarima tradicija.
Bratovštine i odbori su aktivno uključeni u prijenosu znanja (usmenom i pismenom), kao i artefakata povezanih s tom praksom. Priprema procesija je komunalna, jednogodišnja djelatnost koja mobilizira znanje i vještine mnogih obrtnika, lokalnih klerika, vijećnika, dobrotvornih udruga i volontera, kao i zborove, bendove i glazbene skupine, da u organizaciji svečanosti obnavljaju sjećanja na procesije kostiju. Pripreme također pomažu u jačanju društvenih veza, te svečanosti igraju važnu ulogu u pomaganju novopristiglih stanovnika ili povratnika da se integriraju, te ponovno ujedinjuje obitelji kao i rođake koji su se vratili da se pridruže u proslavi. Zbog toga su procesije kostiju u Limousinu postale nematerijalna svjetska baština Francuske, a 2013. godine upisane su na UNESCO-ov popis nematerijalne svjetske baštine u Europi.

## Povijest
Predaja navodi kako su ovi vjerski festivali nastali 994. godine, kada je Limousin, kao i veći dio Akvitanije, bio suočen s tzv. „gorućom bolesti” (ergotizam) od koje je oboljela većina žetve raži. Ljudi su oboljeli od bolnih grčeva, proljeva, svrabeža i glavobolja, a stotine su nakon strašnih halucinacija i umrle. Kako se bolest smatrala Božjom kaznom, biskup Hilduin i njegov brat Geoffroy iz opatije sv. Martiala od Limogesa, odlučili su organizirati veliki skup oko relikvija nekoliko svetaca Limousina. Nakon tri dana molitve i posta, kosti svetog Martiala su izvađene iz groba, te stavljene u zlatnu škrinju u kojoj su pronešene u procesiji iz Bazilike Spasitelja (sadašnji Trg Republike) do brda Jovis (Montis Gaudii), izvan zidina. Ovo brdo od tada nosi svoje ime koje znači „Planina radosti”.
Kler, uz potporu Williama, vojvode od Akvitanije, iskoristio je izniman i neobičan vjerski žar procesija kostiju kako bi spriječili još veće zlo, rat. Od 11. stoljeća procesije su se počele održavati prilikom svake opasnosti rata ili bolesti, a prisustvovale su joj mnoge važne osobe (Luj VIII. i Blanka Kastiljska 1244., Papa Klement V. 1307., Luj XI. 1462., Henrik IV. 1605.). Od 15. i 16. stoljeća procesije kostiju se održavaju svakih sedam godina.

## Vanjske poveznice
- Procesija kostiju u Limogesu 2009. (video) (fr.)
- Otvaranje procesije kostiju u Limogesu 1967. (video) (fr.)